# Rolling Stone (Uganda)
Rolling Stone era un tabloide semanal publicado en Kampala, Uganda. El periódico publicó su primer número el 23 de agosto de 2010, bajo la dirección de Giles Muhame, de 22 años, y dos compañeros de clase de la Universidad de Makerere de Kampala. Según Muhame, el título del periódico deriva de la palabra local enkurungu: "Es una metáfora de algo que golpea a la velocidad del rayo y que puede matar a alguien si se lo arroja". El periódico era pequeño, con una tirada de aproximadamente 2000 ejemplares. Suspendió su publicación en noviembre de 2010 después de que el Tribunal Superior dictaminara que había violado los derechos fundamentales de los ugandeses LGBT al intentar denunciarlos y pedir su muerte. Uno de los incluidos en la lista, David Kato, fue posteriormente asesinado.
El periódico no estaba afiliado a la revista estadounidense Rolling Stone, que más tarde describió las acciones del periódico ugandés como "horribles" y protestó por la elección del nombre.

## Reportes sobre homosexualidad
El 9 de octubre de 2010, el periódico publicó un artículo en primera plana, titulado "Filtradas 100 fotografías de los principales homosexuales en Uganda", que enumeraba los nombres, fotografías y direcciones de 100 homosexuales junto con una pancarta amarilla que decía "Cuélguenlos". El periódico también alegaba que los homosexuales pretendían "reclutar" a niños ugandeses. Esta publicación atrajo la atención internacional y críticas de organizaciones de derechos humanos, como Amnistía Internacional y la Asociación Internacional de Lesbianas, Gays, Bisexuales, Trans e Intersex (ILGA). Según activistas de los derechos de los homosexuales, muchos ugandeses han sido atacados desde la publicación como resultado de su orientación sexual real o percibida. Según los informes, una mujer casi muere cuando sus vecinos comenzaron a apedrear su casa.
En un número posterior, Rolling Stone alegó una conexión entre el grupo terrorista somalí al-Shabaab y homosexuales ugandeses bajo el título "Generales homo planearon ataques terroristas en Kampala", acusando a "un lobby gay" de complicidad en los atentados suicidas con bombas de julio de 2010 en Kampala.

## Caso judicial
Tras la publicación de una segunda edición que enumeraba las identidades y direcciones de presuntos homosexuales, la organización de derechos de los homosexuales Sexual Minorities Uganda presentó una petición ante el Tribunal Superior de Uganda contra el periódico. El 2 de noviembre de 2010, el tribunal emitió su veredicto, ordenando al periódico que dejara de publicar las identidades de los homosexuales ugandeses, cerrara y pagara 1,5 millones de chelines más las costas judiciales a cada uno de los demandantes. El fallo decía que estas listas y la incitación a la violencia que las acompañan amenazaban los "derechos y libertades fundamentales" de los sujetos, atacaban su derecho a la dignidad humana y violaban su derecho constitucional a la privacidad.
Inmediatamente después del veredicto, Muhame dijo a los periodistas: "La guerra contra los homosexuales continuará y debe continuar. Tenemos que proteger a nuestros hijos de esta sucia afrenta homosexual". En enero de 2011, se anunció la intención del periódico de apelar la decisión. Dijo que el periódico también estaba recogiendo firmas de apoyo de los ugandeses.
La revista estadounidense Rolling Stone calificó las acciones del periódico de "horribles" y afirmó que había "exigido que ellos [el periódico de Uganda] dejaran de usar nuestro nombre como título". Sin embargo, la revista tenía pocos recursos legales porque, a pesar de tener derechos de autor sobre el nombre Rolling Stone en un gran número de países, no los tenía en Uganda. Como dijo su editor, Jann Wenner: "No hay nada que podamos hacer. Nunca tuvimos derechos de autor sobre el nombre en Uganda. Poseemos los derechos de autor del nombre en muchos, muchos países. Pero, ¿quién hubiera pensado que tendríamos que poseer los derechos de autor en Uganda?".
El Instituto Internacional de Prensa (IPI) envió una carta a Muhame condenando sus acciones después de que el Tribunal Superior del país cerrara su periódico. "El IPI cree que cuando los periódicos publican artículos que exponen información privada sobre personas que están fuera del ojo público, y cuando llaman a la violencia contra esas personas, no les hacen ningún favor a los periodistas de todo el mundo que luchan por la libertad de prensa... Las transgresiones de la ética periodística profesional hacen que todos los periodistas queden mal y hacen más difícil defender la libertad de prensa sin restricciones gubernamentales".

## Asesinato de Kato
El líder de Sexual Minorities Uganda, David Kato, uno de los activistas denunciados en el artículo y codemandante en la demanda, fue asesinado en su casa por un intruso que lo golpeó dos veces en la cabeza con un martillo. La revista estadounidense Rolling Stone, el periódico The New York Times y otros medios de comunicación sugirieron que el asesinato estaba relacionado con la revelación de alto perfil de Kato en el periódico ugandés Rolling Stone, y Human Rights Watch y Amnistía Internacional pidieron una investigación del caso y protección para otros activistas homosexuales.
Muhame condenó el asesinato y expresó su solidaridad con la familia de Kato, pero añadió que creía que el periódico no era responsable y que el asesinato fue un simple robo. Dijo: "No me arrepiento de la historia. Simplemente estábamos exponiendo a personas que estaban actuando mal". Muhame dijo al periódico ugandés Daily Monitor que Kato "se buscó la muerte. No ha vivido con cuidado. Kato fue una vergüenza para este país". Dijo a CNN: "Cuando pedimos que se ahorcara a los homosexuales, queríamos decir... después de que hayan pasado por el proceso legal... No pedí que los mataran a sangre fría como ocurrió con él".